# Vivre au paradis
Pour plus de détails, voir Fiche technique et Distribution.
Vivre au paradis est un film réalisé par Bourlem Guerdjou, sorti en 1998.

## Synopsis
Durant la guerre d'Algérie, Lakhdar, un immigré venu en Métropole, habite le bidonville de Nanterre et travaille comme ouvrier dans le bâtiment. Ne supportant plus la solitude, il fait venir sa femme Nora et ses enfants en France. Dès lors, il n'a plus qu'une obsession : offrir aux siens un appartement digne de ce nom.

## Fiche technique
- Titre français : Vivre au paradis
- Réalisation : Bourlem Guerdjou
- Scénario : Bourlem Guerdjou, Olivier Lorelle et Olivier Douyère d'après le roman de Brahim Benaïcha
- Montage : Sandrine Deegen
- Production : Rachid Bouchareb et Jean Bréhat
- Pays d'origine :  France -  Algérie -  Belgique -  Norvège
- Genre : drame
- Date de sortie : 1998

## Distribution
- Roschdy Zem : Lakhdar
- Fadila Belkebla : Nora
- Omar Bekhaled : Rachid
- Farida Rahouadj : Ouarda
- Mustapha Adouani : Belkacem
- Hiam Abbass

## Distinctions
- Tanit d'or aux Journées cinématographiques de Carthage.
- Prix de la meilleure actrice pour Fadila Belkebla au Festival international du film d'Amiens.